# Alto commissariato delle Nazioni Unite per i rifugiati
| Premio Nobel per la pace 1954 Premio Nobel per la pace 1981 |

L'Alto Commissariato delle Nazioni Unite per i Rifugiati, UNHCR (in inglese United Nations High Commissioner for Refugees), è l'agenzia delle Nazioni Unite specializzata nella gestione dei rifugiati; fornisce loro protezione internazionale ed assistenza materiale, e persegue soluzioni durevoli per la loro drammatica condizione.
È la principale organizzazione al mondo impegnata in prima linea a salvare vite umane e a proteggere i diritti di milioni di rifugiati. È stata fondata il 14 dicembre 1950 dall'Assemblea generale a Ginevra, iniziando ad operare dal 1º gennaio del 1951. Assiste oltre 60 milioni di persone e ha vinto due premi Nobel per la pace, rispettivamente nel 1954 e nel 1981.
L'attuale alto commissario delle Nazioni Unite per i rifugiati è Filippo Grandi.

## Beneficiari
Per oltre mezzo secolo, l'UNHCR ha aiutato milioni di persone a ricominciare la propria vita. Includono rifugiati, rimpatriati, apolidi, sfollati interni e richiedenti asilo. La nostra protezione, riparo, salute e istruzione sono stati cruciali, guarendo passati infranti e costruendo un futuro più luminoso.
- Rifugiati
- Richiedenti asilo
- Apolidi
- Sfollati interni

In dettaglio i beneficiari dell'UNHCR sono:
- I rifugiati: definiti dalla convenzione del 1951 sullo Statuto dei rifugiati come persone che

(articolo 1, lettera A, paragrafo 2)
- I rimpatriati: coloro che, essendo rifugiati, chiedono di poter tornare nel proprio paese d'origine;[5]
- I richiedenti asilo: coloro che, lasciato il loro paese d'origine e avendo inoltrato una richiesta d'asilo, sono in attesa di una risposta dal paese ospitante per ottenere lo status di rifugiato;
- Gli apolidi: coloro che non hanno la cittadinanza in nessuno Stato;
- Gli sfollati interni (IDP, Internally Displaced Persons): coloro che sono costretti a spostarsi per conflitti o cause naturali all'interno della propria nazione[6].

Inizialmente, l'UNHCR aveva il mandato di occuparsi dei soli rifugiati; successivamente l'incarico è stato ampliato. "L’UNHCR, Agenzia ONU per i Rifugiati, nasce all’indomani della Seconda Guerra Mondiale con il compito di assistere i cittadini europei fuggiti dalle proprie case a causa del conflitto. Una struttura temporanea, nei programmi iniziali: tre anni per completare il compito, poi la chiusura. Era una previsione ottimistica, ora lo sappiamo. Settant’anni dopo, continuiamo a lavorare ogni giorno accanto ai rifugiati: in un mondo in cui ogni due secondi una persona è costretta ad abbandonare la propria casa a causa di conflitti o persecuzioni, il nostro compito è più importante che mai".
Secondo i dati forniti da UNHCR stessa, nel 2019 sono circa 70,8 milioni le persone sotto la sua protezione. L'UNHCR ha oltre 17.800 dipendenti (a maggio 2021). Opera in oltre 130 paesi, con un budget di $ 9,1 miliardi. Dalla fondazione l'UNHCR ha aiutato oltre 50 milioni di sfollati a iniziare una nuova vita.

## Organizzazione
- Comitato Esecutivo (79 membri)[10]
- Alto commissario
  - Vice Alto commissario
  - Assistente Alto commissario

- Rappresentanze regionali
  - Europa meridionale
  - Europa centrale
  - Europa settentrionale
  - Europa occidentale
  - Africa orientale e Corno d'Africa
  - Africa australe
  - Africa centrale e la regione dei grandi laghi
  - Asia sudorientale
  - Asia dell'Est e la regione del Pacifico
  - Asia centrale
  - Asia meridionale
  - Americhe
  - Australia

## Alti commissari
| N° | Immagine | Alto commissario                                                      | Nazione     | Mandato                            |
| -- | -------- | --------------------------------------------------------------------- | ----------- | ---------------------------------- |
| –  |          | Fridtjof Nansen (1861–1930) Alto commissario della Lega delle Nazioni | Norvegia    | 1º settembre 1921 – 1927           |
| 1  |          | Gerrit Jan van Heuven Goedhart (1901–1956)                            | Paesi Bassi | 1º gennaio 1951 – 8 luglio 1956    |
| 2  |          | Auguste R. Lindt (1905–2000)                                          | Svizzera    | 8 luglio 1956 – 3 novembre 1960    |
| 3  |          | Félix Schnyder (1910–1992)                                            | Svizzera    | 3 novembre 1960 – 31 dicembre 1965 |
| 4  |          | Sadruddin Aga Khan (1933–2003)                                        | Iran        | 1º gennaio 1966 – 31 dicembre 1977 |
| 5  |          | Poul Hartling (1914–2000)                                             | Danimarca   | 1º gennaio 1978 – 31 dicembre 1985 |
| 6  |          | Jean-Pierre Hocké (1938)                                              | Svizzera    | 1º gennaio 1986 – 31 dicembre 1989 |
| 7  |          | Thorvald Stoltenberg (1931–2018)                                      | Norvegia    | 1º gennaio – 3 novembre 1990       |
| 8  |          | Sadako Ogata (1927–2019)                                              | Giappone    | 3 novembre 1990 – 31 dicembre 2000 |
| 9  |          | Ruud Lubbers (1939–2018) (dimessosi a causa di un'indagine interna)   | Paesi Bassi | 1º gennaio 2001 – 20 febbraio 2005 |
| 10 |          | António Guterres (1949)                                               | Portogallo  | 2 giugno 2005 – 31 dicembre 2015   |
| 11 |          | Filippo Grandi (1957)                                                 | Italia      | dal 1º gennaio 2016                |

## Ambasciatori di pace UNHCR
L'UNHCR è inoltre rappresentato globalmente da diversi ambasciatori di pace, scelti tra le persone più famose e popolari al mondo.
Attualmente posseggono questo titolo Barbara Hendricks, Adel Imam, Angelina Jolie, Giorgio Armani, Boris Trajanov, Julien Clerc, George Dalaras, Osvaldo Laport, Khaled Hosseini e Muazzez Ersoy. In precedenza hanno avuto questo titolo anche Richard Burton, Nazia Hassan, James Mason e Sophia Loren.
Di recente, sono stati chiamati a ricoprire questo ruolo anche l'attore Alessandro Gassmann e il famoso cantante anglo-libanese Mika.

## Onorificenze
Nel 1954 l’Agenzia viene insignita del Premio Nobel per la Pace per il suo innovativo lavoro nell’assistenza ai rifugiati d’Europa, mentre il mandato viene esteso fino alla fine del decennio.

Nel 1981 l’UNHCR riceve nuovamente il Premio Nobel per la Pace per l’assistenza ai rifugiati di tutto il mondo, con una menzione agli ostacoli politici che l’organizzazione deve affrontare.
Nel 1993 riceve il premio Colombe d'oro per la Pace da parte di IRIAD.